# Prospect Hill orthohantavirus
Prospect Hill orthohantavirus (англ.), ранее Prospect Hill virus, — вид вирусов из семейства Hantaviridae порядка Bunyavirales. Распространён на территории Северной Америки. Случаи заражения человеком встречаются достаточно редко.
Среди естественных переносчиков данного вируса встречаются многие представители полёвковых, однако основным переносчиком считается луговая полёвка. Первая полёвка, зараженная вирусом Prospect Hill orthohantavirus, была поймана в округе Фредерик, штата Мэриленд в 1982 году. Исследования показали, что антитела против этого вируса встречаются у многих видов в штатах Калифорния, Миннесота и даже на Аляске. Кроме того, среди заражённых видов были зафиксированы калифорнийская полёвка (Microtus californicus), красная полёвка и олений хомячок.
В 2017 году в связи с выделением порядка Bunyavirales и ревизией рода Hantavirus название вида изменено, как и у большинства других относящихся к порядку таксонов.